# Kellerjoch
Le Kellerjoch est une montagne qui s’élève à 2 344 m d’altitude dans les Alpes de Tux, en Autriche.